# بيتر بري
بيتر بري (بالهولندية: Peter Bree)‏ هو زمّار هولندي، ولد في 23 سبتمبر 1949.